# ماهی‌گیرک شاخ‌بینی
ماهی‌گیرک شاخ‌بینی (نام علمی: Cerorhinca monocerata) نام یک گونه از تیره ماهی‌گیرک است.